# سکسی کورا
سکسی کورا (انگلیسی: Sexy Cora; ۲ مهٔ ۱۹۸۷ – ۲۰ ژانویهٔ ۲۰۱۱) با نام واقعی کارولین ووسنیتزا یک بازیگر پورنوگرافی و مدل و مجری نمایشی اهل آلمان بود. وی بین سال‌های ۲۰۰۹ تا ۲۰۱۱ میلادی فعالیت می‌کرد.